# Matthew Brabham
Pour les articles homonymes, voir Brabham.
Matthew Chase Brabham, plus couramment appelé Matthew Brabham, né le 25 février 1994 à Boca Raton, en Floride, aux États-Unis, est un pilote automobile qui possède la double-nationalité américaine et australienne, mais a la nationalité sportive américaine depuis 2014.

## Biographie
Après son titre en US F2000 National Championship lors de la saison 2012, il devient champion de la catégorie supérieure, le Pro Mazda Championship, l'année suivante. En 2014, il termine quatrième de sa première saison en Indy Lights, antichambre de l'IndyCar Series.
Pilote de réserve d'Andretti Autosport en Formule E, il participe à la deuxième course du championnat, pour remplacer le titulaire Charles Pic, retenu en Formule 1. Il termine à une anonyme treizième place, mais il retrouve le volant lors de la manche suivante, en Uruguay, après le forfait de Franck Montagny, malade.
Pour la saison 2016, il parvient à signer pour deux courses en IndyCar Series, dont les 500 miles d'Indianapolis.

## Vie privée
Matthew Brabham est le petit-fils de Jack Brabham, triple champion du monde de Formule 1, le fils de Geoff Brabham, vainqueur des 24 heures du Mans 1993, et de son épouse Roseina. Son pilote préféré en sport mécanique est l'Italien, nonuple champion du monde de moto, Valentino Rossi. Ses activités en dehors du sport automobile sont le surf, le basket-ball et le ski.

## Résultats
- 2008 : 
  - NSW Open Sprint Kart Championships - Junior National Light : Champion
  - Australian National Sprint Kart Championship - Junior National Light : Vice-champion
  - NSW Open Sprint Kart Championships - Junior Clubman : 5e
  - Australian National Sprint Kart Championship - Junior Clubman : 18e

- 2009 : 
  - Victorian State Formula Ford Fiesta Championship : 9e

- 2010 : 
  - Victorian State Formula Ford Fiesta Championship : 5e (1 victoire)
  - Australian Formula Ford championship : 14e

- 2011 : 
  - Victorian State Formula Ford Fiesta Championship : 6e (6 victoires)
  - Australian Formula Ford championship : 9e (2 victoires)

- 2012 : 
  - Protyre Formula Renault BARC Winter Series with Michelin : 1 podium
  - Protyre Formula Renault BARC Championship : 2 participations
  - Cooper Tires Winterfest : 3e (1 victoire)
  - US F2000 National Championship : Champion (4 victoires)[5]

- 2013 : 
  - Pro Mazda Championship : Champion (13 victoires)[6]

- 2014 : 
  - Indy Lights : 4e (1 victoire)[7]
  - Formule E
    - Pilote de réserve chez Andretti Autosport[8]
    - Deux courses chez Andretti, 31e

- 2015 : 
  - Indy Lights : 13e (trois courses)